# Смольянинов, Виталий Иванович
Виталий Иванович Смольянинов (5 августа 1983, Караганда, СССР) — казахстанский хоккеист, нападающий.

## Биография
Воспитанник карагандинского хоккея. Профессиональную карьеру начал в 1998 году в Нижневартовске. Играл в нескольких лигах чемпионата России и в чемпионате Казахстана.
В первой лиге чемпионата России за «Нефтехимик-2» и «Барыс» сыграл в 109 игре, набрав по системе «гол+пас» 16+26 очков.
В высшей лиге чемпионата России провел 184 игры, набрав 39+56 очков.
В суперлиге чемпионата России провел единственную игру в Нижнекамске.
В КХЛ в составе «Барыса» провел 14 игр, отметившись 1 шайбой и 2 передачами.
С 2010 года играет в ВХЛ. В сезоне 2010-11, выступая в Тюмени, отыграв 47 игр и набрав 11+9 очков, в составе «Рубина» стал чемпионом ВХЛ.
Начиная с сезона 2011/12 года играет в составе ХК «Казцинк-Торпедо» (Усть-Каменогорск). Сыграл в 39 играх, набрав 10+11 очков.
В играх чемпионата Казахстана в составе ХК «Казцинк-Торпедо-2» сыграл в 58 играх и набрал 25+20 очков по системе «гол+пас».
Бронзовый призёр молодёжного чемпионата 2003 года в дивизионе В1.